# الکس وورمن
الکس وورمن (به انگلیسی: Alex Wurman) (زاده ۶ اکتبر ۱۹۶۶) آهنگساز اهل ایالات متحده آمریکا است.
وی آهنگساز فیلم‌هایی همچون گوینده: افسانه ران برگندی، اعترافات یک ذهن خطرناک، رژه پنگوئن‌ها و تعویض بوده است.
وورمن برنده جایزه امی ساعات پربیننده در سال ۲۰۱۰ برای فیلم تمپل گراندین شده است.